# Кубок Турецкой лиги по футболу
Кубок турецкой лиги по футболу, Кубок Спор Тото (тур. Spor Toto Kupası) — футбольное соревнование в Турции, проводившееся в 1964—1971 годах Турецкой футбольной федерацией.
В Кубке принимали участие четыре команды, турнир проводился по круговой системе. Команда, набравшая наибольшее количество очков, становилась победителем турнира. 
В 2012 году федерация футбола провела внеочередной розыгрыш турнира, в котором за трофей конкурировали 8 команд, занявших 9-18 места в чемпионате Турции 2011/12 и выразивших желание принять участие в соревновании.

## Сезоны
| Сезон     | Победитель    | Второе место |
| --------- | ------------- | ------------ |
| 1964/1965 | PTT           | Бешикташ     |
| 1965/1966 | Бешикташ (1)  | Алтай        |
| 1966/1967 | Фенербахче    | Бешикташ     |
| 1968/1969 | Бешикташ (2)  | Истанбулспор |
| 1969/1970 | Бешикташ (3)  | Гёзтепе      |
| 1970/1971 | Истанбулспор  | Бурсаспор    |
| 2012      | Газиантепспор | Ордуспор     |

## Статистика по клубам
| Клуб          | Количество побед | Победные сезоны           |
| ------------- | ---------------- | ------------------------- |
| Бешикташ      | 3                | 1965/66, 1968/69, 1969/70 |
| PTT           | 1                | 1964/65                   |
| Фенербахче    | 1                | 1966/67                   |
| Истанбулспор  | 1                | 1970/71                   |
| Газиантепспор | 1                | 2012                      |